# Trzy dni Kondora (serial telewizyjny)
Trzy dni Kondora – amerykański serial telewizyjny (dramat, thriller) wyprodukowany przez MGM Television oraz Skydance Television, który jest luźną adaptacją powieści „Sześć dni Kondora” autorstwa Jamesa Grady oraz nawiązuje do filmu Trzy dni Kondora stworzonego przez Lorenzo Semple Jr. i David Rayfiel. Serial jest emitowany od 6 czerwca 2018 roku przez Audience TV, a w Polsce dzień później na platformie Showmax.
Serial skupia się na młodym Joe Turnerze, agencie CIA, który odkrywa tajemniczy plan zabicia miliona ludzi. Od tego momentu staje się celem pewnej grupy, która chce go zabić.

## Obsada

### Główna
- Max Irons jako Joe Turner[3]
- Brendan Fraser jako Nathan Fowler[4]
- William Hurt jako Bob Partridge[5]
- Bob Balaban jako Reuel Abbott[5]
- Leem Lubany jako Gabrielle Joubert[5]
- Kristen Hager jako Mae Barber[5]
- Angel Bonanni jako Deacon Mailer[5]

### Role drugoplanowe
- Mira Sorvino jako Marty Frost[6]
- Christina Moses jako Sharla Shepard[5]
- Katherine Cunningham jako Kathy Hale[5]
- Gabriel Hogan jako Boyd Francis[5]
- Kristoffer Polaha jako Sam Barber[5]
- Kate Vernon jako Lily Partridge[7]

## Odcinki
| Sezon | Odcinki | Oryginalna emisja w Audience TV | Oryginalna emisja w Audience TV | Oryginalna emisja w Showmax | Oryginalna emisja w Showmax | Oryginalna emisja w Showmax |
| Sezon | Odcinki | Premiera sezonu                 | Finał sezonu                    | Premiera sezonu             | Finał sezonu                |                             |
| ----- | ------- | ------------------------------- | ------------------------------- | --------------------------- | --------------------------- | --------------------------- |
| 1     | 10      | 6 czerwca 2018                  | 15 sierpnia 2018                | 7 czerwca 2018              | 16 sierpnia 2018            |                             |

### Sezon 1 (2018)
| Nr | Tytuł                        | Reżyseria         | Scenariusz                                  | Premiera w Audience TV | Premiera w Showmax |
| -- | ---------------------------- | ----------------- | ------------------------------------------- | ---------------------- | ------------------ |
| 1  | What Loneliness              | Lawrence Trilling | Todd Katzberg, Jason Smilovic               | 6 czerwca 2018         | 7 czerwca 2018     |
| 2  | The Solution to All Problems | Lawrence Trilling | Jason Smilovic, Todd Katzberg               | 13 czerwca 2018        | 14 czerwca 2018    |
| 3  | A Good Patriot               | Lawrence Trilling | Jason Smilovic, Todd Katzberg               | 20 czerwca 2018        | 21 czerwca 2018    |
| 4  | Trapped in History           | Andrew McCarthy   | Jason Smilovic, Todd Katzberg, Ken Robinson | 27 czerwca 2018        | 28 czerwca 2018    |
| 5  | A Diamond With a Flaw        | Andrew McCarthy   | Jason Smilovic, Todd Katzberg               | 11 lipca 2018          | 12 lipca 2018      |
| 6  | No Such Thing                | Kari Skogland     | Jason Smilovic, Todd Katzberg               | 18 lipca 2018          | 19 lipca 2018      |
| 7  | Within a Dark Wood           | Kari Skogland     | Jason Smilovic, Todd Katzberg               | 25 lipca 2018          | 26 lipca 2018      |
| 8  | A Question of Compromise     | Andrew McCarthy   | Jason Smilovic, Todd Katzberg               | 1 sierpnia 2018        | 2 sierpnia 2018    |
| 9  | Death is the Harvest         | Jason Smilovic    | Jason Smilovic,& Todd Katzberg              | 8 sierpnia 2018        | 9 sierpnia 2018    |
| 10 | Mistrust Blossoms            | Jason Smilovic    | Jason Smilovic, Todd Katzberg               | 15 sierpnia 2018       | 16 sierpnia 2018   |

## Produkcja
W lutym 2017 roku, ogłoszono, że główną rolę zagra Max Irons.
W kwietniu 2017 roku, poinformowano, że Brendan Fraser, William Hurt, Bob Balaban, Leem Lubany, Kristen Hager, Angel Bonanni, Mira Sorvino, Christina Moses, Katherine Cunningham, Gabriel Hogan jako Boyd Francis, Kristoffer Polaha oraz Kate Vernon dołączyli do serialu.